# Unai
Unai – imię męskie pochodzące od bask. unai, czyli „pasterz”. To imię to odnotowano po raz pierwszy w Artajonie w 1167, gdy funkcjonowało jako przydomek: Garcia Unaia.
Według danych z lat 2012–2014 jedno z najpopularniejszych imion w Kraju Basków.

## Osoby o tym imieniu
- Unai Elorriaga – baskijski pisarz.
- Unai Emery – baskijski trener.
- Unai Etxebarria – baskijski kolarz.
- Unai Expósito – baskijski piłkarz.
- Unai Iturriaga – baskijski pisarz i bertsolari.
- Unai Osa – baskijski kolarz.